# Baltasar Breki Samper
Baltasar Breki Baltasarsson (22 de julio de 1989), más conocido como Baltasar Breki Samper, es un actor islandés conocido por interpretar a Hjörtur Stefánsson en la serie Ófærð.

## Biografía
Es hijo del actor y director hispano-islandés Baltasar Kormákur y la directora de escenas y coreógrafa Ástrós Gunnarsdóttir.
Su abuelo es el artista Baltasar Samper y Guðmunda Kristjana Guðnadóttir.
Baltasar habla con fluidez danés, islandés, inglés, español y francés.

## Carrera
Estudió actuación en el "Icelandic Academy of Arts" de donde se graduó en 2015.
En 2015 se unió al elenco de la serie Ófærð donde interpreta Hjörtur Stefánsson, el novio de Dagný Eiríksdóttir (Rán Ísóld Eysteinsdóttir), hasta ahora.

## Filmografía

### Series de televisión
| Año             | Título    | Personaje          | Notas                        |
| --------------- | --------- | ------------------ | ---------------------------- |
| 2015 - presente | Ófærð     | Hjörtur Stefánsson | episodio "The Exploding Car" |
| 2019            | Chernobyl | Alexei Ananenko    | Episodios 2-3                |

### Películas
| Año  | Título   | Personaje | Notas |
| ---- | -------- | --------- | --- |
| 2012 | Djúpið   | -         | junto a Ólafur Darri Ólafsson, Joi Johannsson, Stefán Hallur Stefánsson, Þröstur Leó Gunnarsson, Björn Thors y Walter Grímsson |
| 2007 | Veðramót | Diddi     | junto a Tinna Hrafnsdóttir, Hilmir Snær Guðnason, Hera Hilmar, Atli Rafn Sigurðsson y Jörundur Ragnarsson                      |

### Efectos Especiales
| Año  | Título                  | Notas                           |
| ---- | ----------------------- | ------------------------------- |
| 2014 | Noah                    | asistente de efectos especiales |
| 2005 | A Little Trip to Heaven | efectos especiales              |

### Asistente de Dirección
| Año  | Título      | Notas                  |
| ---- | ----------- | ---------------------- |
| 2012 | Djúpið      | asistente del director |
| 2010 | Sumarlandið | asistente del director |

### Departamento de Arte
| Año  | Título   | Notas |
| ---- | -------- | ----- |
| 2013 | Oblivion | -     |

## Premios y nominaciones
| Año  | Categoría                    | Premio     | Series | Resultado |
| ---- | ---------------------------- | ---------- | ------ | --------- |
| 2016 | Supporting Actor of the Year | Edda Award | Ófærð  | Nominado  |